# Brjansk
Brjansk (in russo Брянск?) è una città della Russia facente parte del circondario federale centrale, capoluogo dell'omonima regione e dell'omonimo rajon.

## Geografia fisica
La città è situata nella porzione sud-occidentale della Russia europea sulle rive del fiume Desna.

## Storia
Il nome della città compare per la prima volta nel 1146, come Debrjansk (russo Дъбряньск), che a sua volta deriva dalla parola slava дебрь, che significa bassopiano, pianura. Nei secoli successivi la città vide diverse dominazioni, fino a quella del Granducato di Mosca. Nel 1918 venne reclamata invano dalla neonata Repubblica Popolare Bielorussa; fu invece definitivamente occupata dai bolscevichi nel 1919.

## Geografia fisica

### Clima
La città di Brjansk ha un clima continentale freddo.

## Società

### Evoluzione demografica
Fonte: mojgorod.ru
- 1897: 24 500
- 1926: 86 000
- 1939: 87 490
- 1956: 111 000
- 1959: 207 319
- 1970: 317 504
- 1979: 394 210
- 1989: 452 160
- 2002: 431 526
- 2010: 415 721
- 2019: 404 793

## Economia
La moderna Brjansk è un importante centro dell'industria siderurgica.

## Infrastrutture e trasporti
La stazione di Brjansk è un importante nodo ferroviario, al confine fra Russia, Ucraina e Bielorussia. La città di Brjansk è servita dall'aeroporto internazionale di Brjansk.

## Galleria d'immagini

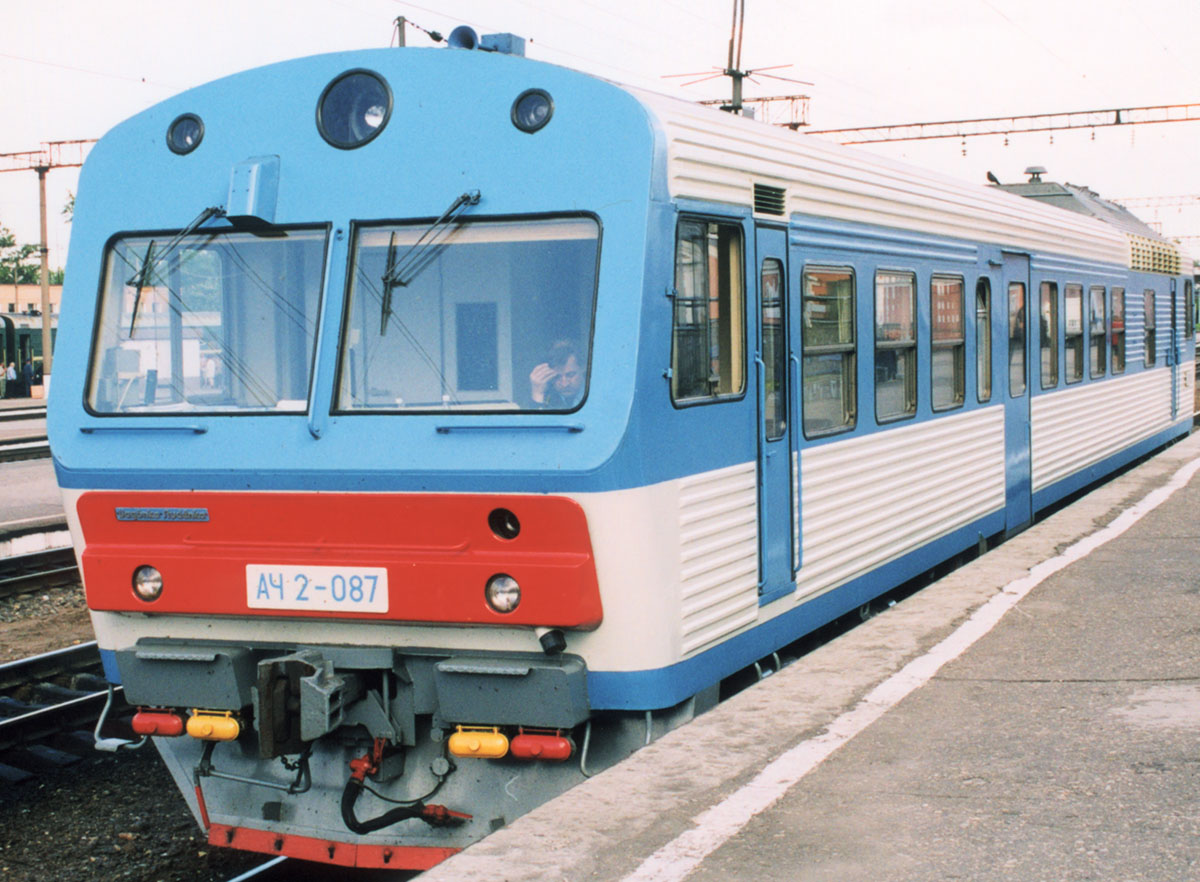
Un treno locale nella stazione di Brjansk
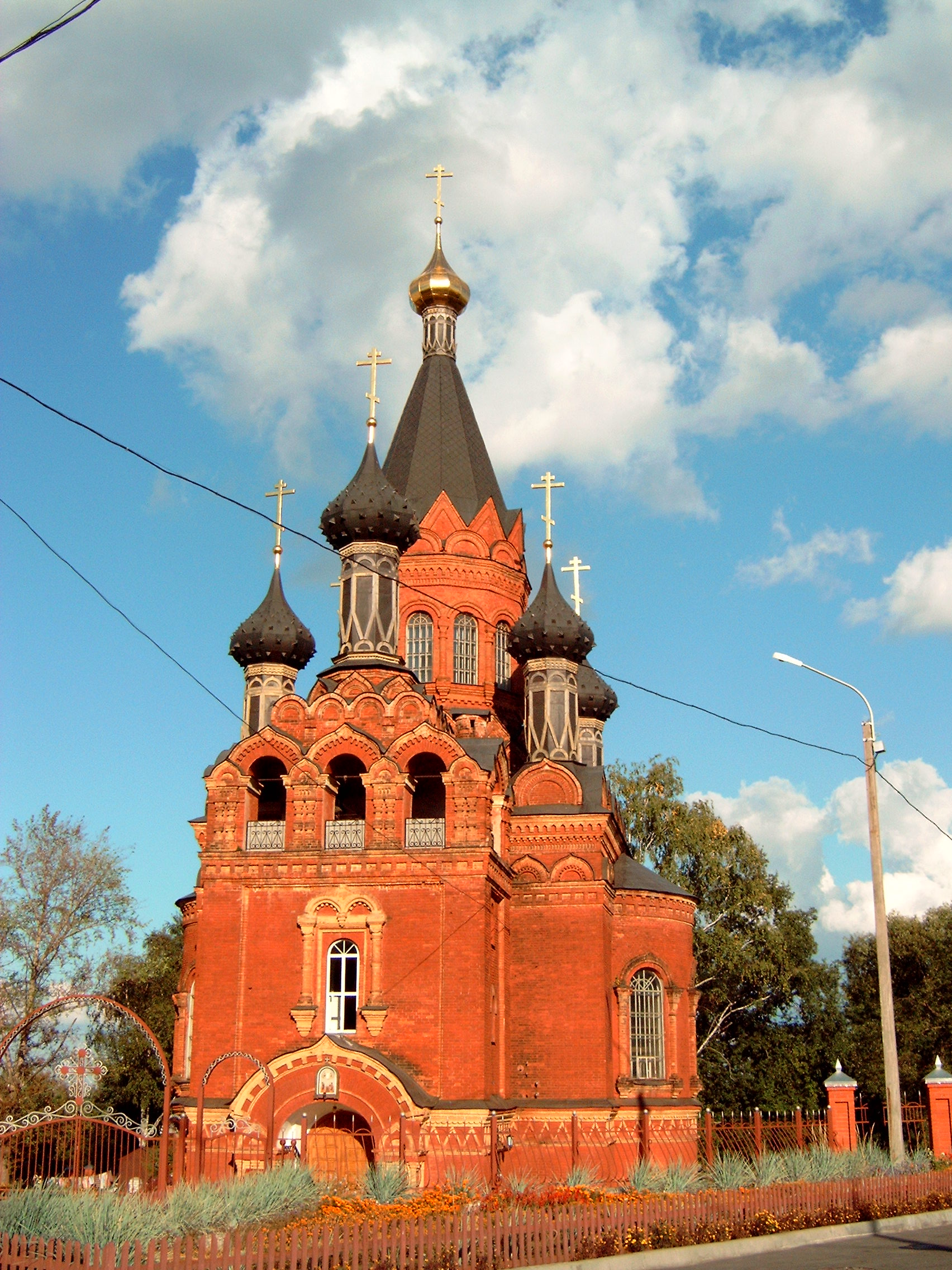
Una chiesa della città